# Keefton
Keefton es un lugar designado por el censo ubicado en el condado de Muskogee en el estado estadounidense de Oklahoma. En el Censo de 2020 tenía una población de 732 habitantes y una densidad poblacional de 14,03 habitantes por km². Fue incluido como CDP en el censo de 2020.

## Geografía
Keefton se encuentra ubicado en las coordenadas 35°34′37″N 95°18′23″O / 35.57694, -95.30639. Según la Oficina del Censo de los Estados Unidos,  tiene una superficie total de 52,16 km², de la cual 51,05 km² corresponden a tierra firme y 1,11 km² a agua.